# Предренесанс
Предренесанс или Проторенесанс (на старогръцки: πρῶτος – „преди“ и на френски: Renaissance – „Възраждане“) е етап в историята на италианската култура, предхождащ Ренесанса и обхващащ XIII—XIV век (или т.нар. дученто (1200-те  ) и треченто (1300-те )). Смята се за преходен период от Средновековието към Ренесанса и се наблюдава само в Тоскана и Рим. Подобен преходен период не е имало в друга европейска страна.
В италианската култура от XIII—XIV век, на фона на все още силните византийски и готически традиции, започват да се проявяват черти на ново изкуство – бъдещото изкуство на Ренесанса, които се преплитат с традиционните. „Последният поет на Средновековието“ и първият поет на новата ера Данте Алигиери (1265 – 1321) създава италианския литературен език. Започнатото от Данте е продължено от други велики флорентинци от XIV век – Франческо Петрарка (1304 – 1374), основоположникът на европейската лирика, и Джовани Бокачо (1313 – 1375), основоположникът на жанра роман в световната литература. Гордостта на епохата са архитектите и скулпторите Николо и Джовани Пизано, Арнолфо ди Камбио и художникът Джото.
Настъпването на чумната епидемия и последвалите граждански войни до голяма степен задържат хода на хуманистичното движение и развитието на артистичните тенденции, заложени в творбите на Данте и Джото. Те се възобновяват едва през XV век, т.нар. куатроченто.

## Предпоставки за възникване
През XIII век Апенинският полуостров е разделен на многобройни политически области – множество градове-републики и феодални княжества, които са в непрекъсната вражда помежду си. И въпреки това Италия е една от най-богатите земи на Средновековна Европа и най-голям посредник в търговията между Изтока и Запада. Търговци и занаятчии все по-често отвоюват или откупуват свободата си и се стичат към градовете, които стават средище не само на зараждащата се буржоазия, но и средище на нова култура.:с. 127
Развитието на занаятите и търговията, икономическите реформи в свободните италиански градове (особено в Тоскана и Флоренция), нарастването на индивидуалното благосъстояние и първите прояви на меценатство създават благоприятна среда за развитие на изкуствата, както и на критичната мисъл, необходими за преодоляване на средновековното мислене.
От значение за духовността е и влиянието на учението на свети Франциск от Асизи, който отхвърля схоластиката на тогавашната християнска теология и насочва проповедите си към бедните и възвеличава простите ценности на природата. Следвайки неговия пример италианските творци започват да обръщат внимание на заобикаляшия ги свят. Най-известният от тях Джото създава нов стил с ясна и проста структура, но с психологическо проникновение в състоянието на изобразяваните фигури.

## Характеристики
Изкуството на проторенесанса се характеризира с появата на тенденции към чувствено, визуално отразяване на реалността, секуларизъм (за разлика от силно религиозното изкуство на Средновековието) и появата на интерес към наследството на Античността (характерен общо за изкуството на Ренесанса ).
Някои изследователи виждат появата на признаци на проторенесанса в архитектурата на XI—XIII век в Тоскана, където строителите използват полихромна мраморна облицовка в комбинация с тънки разделения на стените и антични архитектурни детайли, което прави възможно облекчаване на тежестта, характерна за романския стил. Проторенесансовата архитектура се характеризира с баланс и спокойствие. Представител е Арнолфо ди Камбио с проекта си за Санта Мария дел Фиоре във Флоренция.
Скулптурата от този период се характеризира с пластична сила и присъствие на влиянието на късноантичното изкуство. Представител: Николо Пизано.
Живописта се характеризира с появата на осезаемост и материална убедителност на формите. Представители: Пиетро Кавалини (Рим); Джото (Флоренция). Тенденциите на проторенесансовото изкуство са възприети от ренесансови художници като Брунелески, Донатело, Мазачо.
Видни представители на литературата от този период са Данте Алигиери, Франческо Петрарка и Джовани Бокачо. Те са представители на „новия изящен стил“ (на италиански: Dolce style nuovo) и пишат на волгаре – простонародния италиански говор, разбираем за всички италианци.:с. 128 Литературата се характеризира с чувствено усилване, реализъм на образите.

## Творци

### Художници
- Джото
- Пиетро Кавалини
- Пиетро Лоренцети
- Амброджо Лоренцети
- Чимабуе

### Скулптори
- Николо Пизано
- Джовани Пизано
- Арнолфо ди Камбио

### Писатели
- Данте Алигиери
- Салимбене от Парма
- Рикобалдо от Ферара
- Джовани Вилани